# 듀크 (음악 그룹)
듀크(Duke)는 대한민국의 2인조 댄스 음악 그룹이다. 과거 투투의 멤버였던 김지훈과 김석민이 결성했다. 1999년 상반기부터 활동하며 1999년에 <2000 Duke part 1>를 발매했으나, 반응이 없어 야외 행사 위주로 활동했고 활동 6개월 만에 방송 프로그램에 출연할 정도로 긴 무명 시절을 보냈다. 또한 1999년 12월 말부터 본격적으로 듀크 1집 활동 기사와 멤버별 인터뷰 기사가 실렸다. 2000년 2월 8일자 서세원쇼 토크박스에서 김지훈이 우승하면서 김지훈이 예능계의 블루칩으로 떠올랐고, 그룹 듀크의 노래들도 주목받게 되었다. 2000년 2월부터 방송 활동을 활발하게 했으며 2007년 6월 1일에 해체했다.

## 앨범 목록
- 《1집 Duke 2000》 (1999년 10월).
  - 〈Techno Intro〉
  - 〈Starian〉
  - 〈Good Night〉
  - 〈Never Ending Christmas〉
  - 〈골목길〉
  - 〈Ballad Intro〉
  - 〈소원〉
  - 〈마지막 바램〉
  - 〈비연〉
  - 〈그대 눈물까지도〉
  - 〈Rock Intro〉
  - 〈천사의 눈〉
  - 〈Time〉
  - 〈쉽지 않아〉
  - 〈Starian〉

- 《2집 TWO HOUSE》 (2000년 11월 8일).
  - 〈PARTY TONIGHT〉
  - 〈HEY BOY〉
  - 〈MISSING〉
  - 〈AND THEN〉
  - 〈청춘의 덫〉
  - 〈LA COUPLE〉
  - 〈38'〉
  - 〈O-Ring Man (사랑, 이별, 그리고 犬毛)〉
  - 〈WHITE(I'M IN LOVE WITH YOU)〉
  - 〈난 갈수 없는지〉
  - 〈두번째 소원〉
  - 〈ONLY YOU〉
  - 〈궁둥이 DANCE〉
  - 〈NEVER ENDING CHRISTMAS〉
  - 〈승수야 미안해!

- 《Duke Summer Special》 (2001년 7월 26일).
  - 〈Boom Boom〉
  - 〈Oh! My God〉
  - 〈Come Tonight (Party Tonight)〉
  - 〈Alone〉
  - 〈괜찮아〉
  - 〈비연〉
  - 〈I Pray For You〉
  - 〈소원 Intro〉
  - 〈소원〉
  - 〈소원 2〉
  - 〈궁둥이 DANCE〉
  - 〈Boom Boom (Acoustic Version)〉
  - 〈Remix (Nonstop IVY Club Remix) - PARTY TONIGHT & Starian & HEY BOY & Good Night〉

- 《Duke Story Of Winter (Winter Special Great Hit Remix)》 (2002년 1월 18일).
- Disc1
  - 〈I Play For You (2001 Extended Style Mix)〉
  - 〈비연 (Yo Yo Yo R&B Mix)〉
  - 〈Starian (Probeat J.Y Mix)〉
  - 〈Party Tonight (DJ Techno House Mix)〉
  - 〈Hey Boy (Jump Up House Mix)〉
  - 〈Good Night (DJ Jupiter RMX)〉
  - 〈궁둥이 댄스 (Feel The Hips Mix)〉
  - 〈Boom Boom (2001 Extended Mix)〉
  - 〈And Then (2001 Radio Mix)〉
  - 〈두 번째 소원 (Gangsta`s My Own Mix)〉
  - 〈Only You (Rainy Day But.... What !)〉
  - 〈38` (Noah`s Flood Mix)〉
  - 〈Never Ending Christmas (2000 Radio Mix)〉
  - 〈Oh My God (Above Power Beat Mix)〉
  - 〈청춘의 덫 (Monstor Mix)〉
  - 〈소원 (2001 Radio Mix)〉
  - 〈Boom Boom (Probeat J.Y Mix)〉
  - 〈Starian (2002 Sun Up Style Mix)〉
- Disc2
  - 〈Intro - Ji Hun Attack〉
  - 〈Good Night〉
  - 〈Redliner (Nick Skitz)〉
  - 〈Starian〉
  - 〈Chicken Dance (Boogie Boogie)〉
  - 〈Hey Boy〉
  - 〈Buckled Gangaz (Nick Skitz)〉
  - 〈Suk Min Rapping Attack〉
  - 〈Sunshine On A Rainy Day - The Loco Gang〉
  - 〈Oh My God〉
  - 〈Sun Set〉
  - 〈비연〉
  - 〈두 번째 소원〉
  - 〈L.L.L.L. Lies (Dina King)〉
  - 〈A Girl Like Me (Marianne)〉
  - 〈Movin` On (Marianne)〉
  - 〈Tell Me (Marianne)〉
  - 〈A Brief Spell Of Sunshine On A Rainy Day〉
  - 〈Only You〉
  - 〈Saturday (Block 15)〉
  - 〈38`〉
  - 〈Ice Ice Baby (DJ Hook)〉
  - 〈The Ultimate (Tall Paul Remix) (Funky Choad)〉
  - 〈Party Tonight〉
  - 〈Go (E. Magic) (Feat. Nancy)〉
  - 〈Faith (Bliss Inc.) (Feat. Carlotta Chadwick)〉
  - 〈Rhythm Of Love (Captain Hook)〉
  - 〈The Ultimate (Skitz Mix) (Funky Choad)〉
  - 〈Headcheck (Nick Skitz)〉
  - 〈Ssamonim (DJ Kenbo)〉
  - 〈궁둥이 댄스〉
  - 〈청춘의 덫〉
  - 〈Outro〉

- 《3집 In Autumn》 (2002년 10월 29일).
  - 〈천국에서 내린 비〉
  - 〈Music City (Skit)〉
  - 〈주말의 명화〉
  - 〈부킹 실패 (Skit)〉
  - 〈부킹에서 결혼까지〉
  - 〈My Christmas Day〉
  - 〈The 3th Viola (Skit)〉
  - 〈천상 천하〉
  - 〈가을이 준 선물〉
  - 〈가을 남자 겨울 여자 (추남설여)〉
  - 〈X-Fm(skit)〉
  - 〈생일 추카〉
  - 〈Luxurygoods〉
  - 〈Shall We Dance〉
  - 〈D.K Rapsody〉
  - 〈Love Tonight〉
  - 〈go party (hurry up!),(skit)〉
  - 〈D.K Story〉

- 《4집 포르노그라피》 (2004년 7월 2일).
  - 〈HUNTERS〉
  - 〈HOOKER〉
  - 〈그것이 말이여〉
  - 〈나와바리〉
  - 〈STALKER〉
  - 〈1988〉
  - 〈PROFESSIONAL〉
  - 〈LOTTO〉
  - 〈ONE NIGHT TIME〉
  - 〈SUMMER TIME〉
  - 〈아가씨〉
  - 〈아침〉
  - 〈BOOGIE NIGHT〉
  - 〈뻥이야〉
  - 〈WE CAN DO〉

- 《The Rebirth Of Duke》 (2006년 7월 18일).
  - 〈Superman(Feat. 강수지)〉
  - 〈가난한 자의 기도 (Hiphop)〉
  - 〈비가... 니가... 내가〉
  - 〈Goodbye My Love (Ballad)〉
  - 〈My Way (Dance)〉